# 约翰娜·西于尔扎多蒂
約翰娜·西古達朵提（發音：[ˈjouːhana ˈsɪːɣʏrðarˌtouhtɪr̥]；1942年10月4日—）是一位冰岛政治人物。曾担任冰岛共和国总理。1987年至1994年和2007至2009年曾担任社會事務和社會保障部部长。自1978年起成为冰岛议会中代表首都雷克雅未克的议员，赢得8次连任。2009年2月1日，前任总理盖尔·哈尔德带领的政府在经济危机的压力下下台，冰岛议会议员約翰娜便成为冰岛史上首位女性总理。此外她在个人生活方面是位已出櫃的同性恋者，是世界各国中首位與同性伴侶結婚的同性恋政府首脑。
約翰娜是一个社会民主主义者，她是冰岛议会任职时间最长的成员。2009年，她入选福布斯列出的世界上100位最有影响力的女性之一。
2009年4月25日，冰岛联合执政的社会民主联盟与左翼绿色运动赢得议会选举，約翰娜连任总理。

## 早年生活

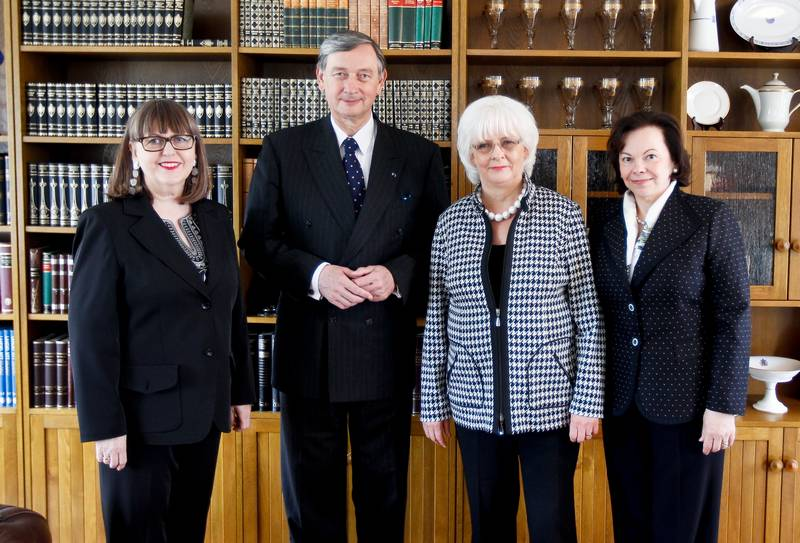
约翰娜·西于尔扎多蒂和约妮娜·列奥斯多蒂对斯洛文尼亚的正式访问

1942年10月4日，約翰娜在首都雷克雅未克出生。1960年获得冰岛商业高等专科学校（Verzlunarskóli Íslands）的商业学文凭。毕业後她就职于冰岛航空公司（Loftleiðir），成为一名航空小姐。1978年以社会民主党（Alþýðuflokkurinn）的党籍入选议会。

## 个人生活
約翰娜和托瓦尔·约翰内森在1970年结婚。他们有两个儿子Sigurður Egill和Davíð Steinar(出生于1972年和1977年)。
他们于1987年离婚後，約翰娜与作家和剧作家约妮娜·列奥斯多蒂（生于1954年）在2002年注册了伴侣关系。
2010年，在冰岛同性婚姻合法化後，約翰娜和约妮娜把注册伴侣关系转变为婚姻关系。从而成为冰岛第一对同性已婚伴侶。

## 註解
1. ↑  在2010年前，冰岛共和国不承认同性婚姻，给予同性同居伙伴“公民结合”的身份，但從2010年6月27日起，國會通過法案，容許同性戀婚姻，而约翰娜和约妮娜亦於其後將公民結合關係轉為婚姻。
2. ↑   註: